# Stefan Lövgren
Lars Stefan Lövgren (* 21. Dezember 1970 in Partille) ist ein ehemaliger schwedischer Handballspieler. Er spielte zuletzt auf der Position Rückraum Mitte beim THW Kiel.

## Karriere

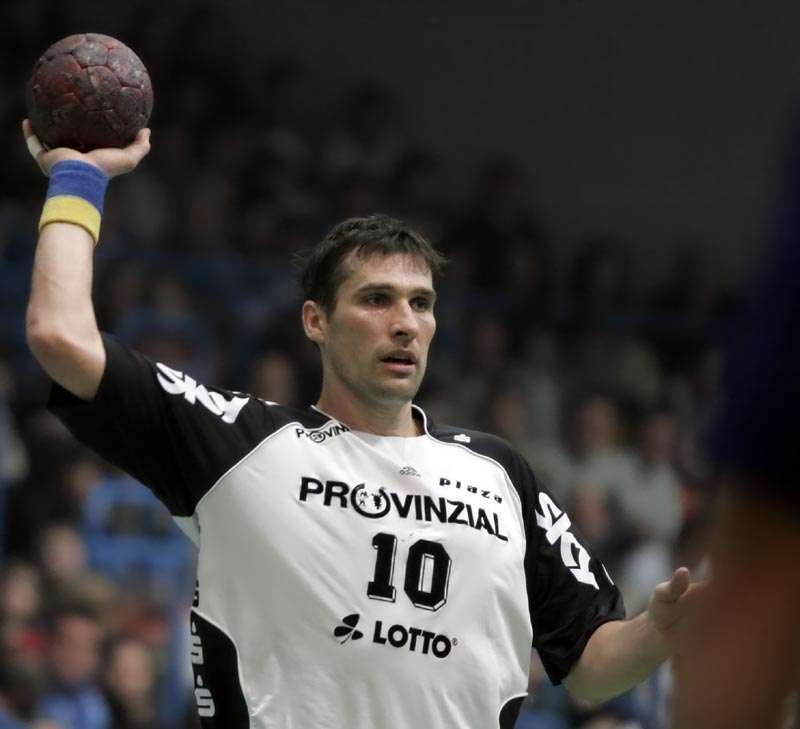
Stefan Lövgren am 30. Dezember 2006

Lövgren begann mit sieben Jahren das Handballspielen beim schwedischen Verein Skepplanda BTK und schloss sich 1990 Redbergslids IK an. Nach fünf Meistertiteln und 1169 Ligatoren in acht Jahren wechselte der Rechtshänder im Jahr 1998 zum deutschen Bundesligisten TV Niederwürzbach. Ab 1999 spielte der gelernte Kaufmann für Bürokommunikation beim Ligarivalen THW Kiel, für den er bis 2009 aktiv war. In Kiel war Lövgren zwischen 2001 und 2009 der Mannschaftskapitän und wurde nach seinem Karriereende dort zum Ehrenspielführer ernannt. Der Löwe hält beim THW die Rekorde für die meisten verwandelten Siebenmeter in einem Spiel (10) und die meisten Tore in einem Spiel (18/8). Er ist neben Tomas Axnér der einzige Spieler, der sowohl in der Bundesliga als auch in der schwedischen Handbollsligan jeweils über 1000 Tore erzielen konnte.
Sein Länderspiel-Debüt gab Lövgren am 23. Oktober 1993 in der EM-Qualifikation. Bis zu seinem Rücktritt aus der schwedischen Nationalmannschaft, den er am 31. Juli 2006 bekannt gab, absolvierte er 269 Länderspiele, in denen er 1161 Tore warf. Er war von 2001 bis 2006 Mannschaftskapitän der Nationalmannschaft. Lövgren ist der einzige Spieler, dem jeweils 50 oder mehr Tore in einem Turnier bei Olympischen Spielen (2000: 51), Weltmeisterschaften (1997: 50) und Europameisterschaften (2002: 57) gelangen.
Nach seiner Karriere bildet er an einem Sportgymnasium in Uddevalla den Nachwuchs aus und arbeitet in einer mit Martin Schmidt gegründeten Sportagentur. Zudem ist er als Botschafter für die EHF tätig. Des Weiteren kommentiert er gelegentlich Handballspiele für den schwedischen Fernsehsender TV4.

## Privat
Aus seiner Ehe mit Ann-Sophie Claesson sind ein Sohn und eine Tochter hervorgegangen. Sein Sohn Linus spielt ebenfalls Handball.

## Erfolge
- 2. Platz bei den Scandinavian Open 2006
- Deutscher Meister 2000, 2002, 2005, 2006, 2007, 2008 und 2009
- Deutscher Pokalsieger 2000, 2007, 2008 und 2009
- Champions-League-Sieger 2007, 2. Platz 2000, 2008 und 2009
- EHF-Pokalsieger 2002 und 2004
- Weltmeister 1999, 2. Platz WM 1997 und 2001, 3. Platz WM 1995
- Europameister 1994, 1998, 2000 und 2002
- 4. Platz EM 1996
- Silber-Medaille Olympia 1996 und 2000
- Schwedischer Meister 1993, 1995, 1996, 1997, 1998
- Nationalmannschafts-Supercup-Gewinn 2005
- DHB-Supercup 2005, 2007 und 2008
- EHF-Champions-Trophy-Sieger 2007

## Ehrungen
- Mitglied der Hall of Fame der Europäischen Handballföderation seit 2023[10]
- Bester Spieler bei der WM 1999 und 2001
- Ins All-Star-Team 2002 bei der EM gewählt
- Ins All-Star-Team 2000 bei Olympia gewählt
- Schwedischer Handballer der Saison 1995/1996, 2000/2001, und 2002/2003
- Schwedischer Spieler der Saison 1995/1996
- Ehrenspielführer THW Kiel
- Sportplakette des Landes Schleswig-Holstein 2007[11]

## Bundesligabilanz
| Saison    | Verein            | Spielklasse | Spiele | Tore | 7-Meter | Feldtore |
| --------- | ----------------- | ----------- | ------ | ---- | ------- | -------- |
| 1998/99   | TV Niederwürzbach | Bundesliga  | 29     | 152  | 32      | 120      |
| 1999/2000 | THW Kiel          | Bundesliga  | 30     | 107  | 14      | 93       |
| 2000/01   | THW Kiel          | Bundesliga  | 38     | 126  | 9       | 117      |
| 2001/02   | THW Kiel          | Bundesliga  | 33     | 174  | 36      | 138      |
| 2002/03   | THW Kiel          | Bundesliga  | 30     | 167  | 20      | 147      |
| 2003/04   | THW Kiel          | Bundesliga  | 24     | 105  | 26      | 79       |
| 2004/05   | THW Kiel          | Bundesliga  | 31     | 118  | 41      | 77       |
| 2005/06   | THW Kiel          | Bundesliga  | 33     | 83   | 15      | 68       |
| 2006/07   | THW Kiel          | Bundesliga  | 26     | 79   | 23      | 56       |
| 2007/08   | THW Kiel          | Bundesliga  | 34     | 81   | 13      | 68       |
| 2008/09   | THW Kiel          | Bundesliga  | 34     | 136  | 49      | 87       |
| 1998–2009 | gesamt            | Bundesliga  | 342    | 1328 | 278     | 1050     |